# Jacobaea erratica
Jacobaea erratica — вид рослин із родини айстрових (Asteraceae).

## Біоморфологічна характеристика

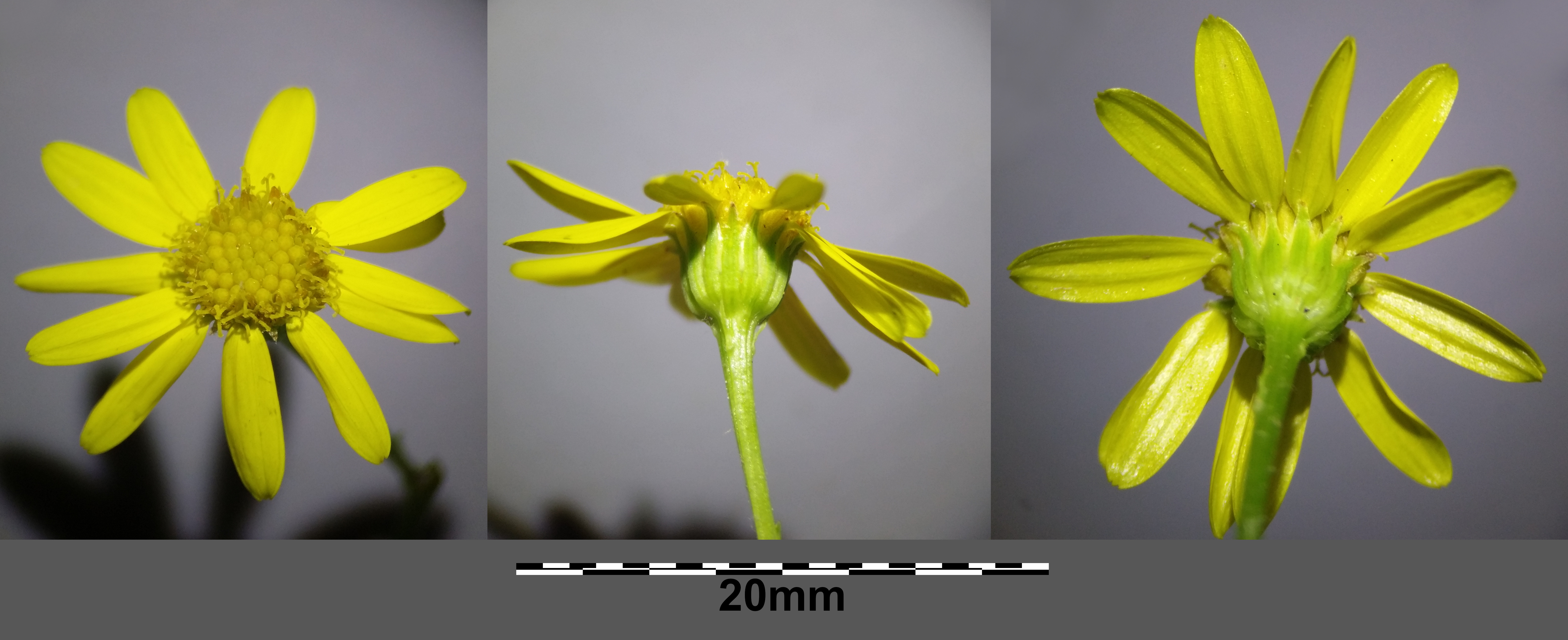

Дворічна чи недовговічна багаторічна рослина 30–80 см заввишки. Стебла розчепірено-гіллясті. Нижні листки з ніжками, ліроподібні, до 10 см завдовжки, з великою яйцеподібною зубчастою верхівковою часткою та дрібними лінійно-довгастими бічними частками; стеблові — сидячі, напівстеблоохопні, у верхніх стеблових листків відсутній перебільшений кінцевий сегмент. Суцвіття щиткоподібно-волотеве. Язичкових квіточок 8—12, світло-жовті. Сім'янки циліндричні, внутрішні сім'янки майже голі; папус білий. 2n=40. Квітне у липні — жовтні.

## Середовище проживання
Зростає у Європі (Франція [у т. ч. Корсика], Португалія, Іспанія, Гібралтар, Нідерланди, Німеччина, Швейцарія, Австрія, Італія [у т. ч. Сардинія, Сицилія], Польща, Чехія, Словаччина, Угорщина, Словенія, Хорватія, Боснія і Герцеговина, Сербія та Косово, Чорногорія, Македонія, Румунія, Болгарія, Греція, Європейська Туреччина, Україна, Північний Кавказ, Грузія), північно-західній Африці (Марокко, Алжир, Туніс), Західній Азії (Туреччина, Сирія, Ліван).
Зростає переважно на вологих весняних заливних луках, подекуди також на трав'янистих лісових дорогах, особливо на сонячних місцях, рідше в тіні розріджених заплавних лісів чит дубових лісів.
В Україні вид зростає на вологих луках, у чагарниках, на лісових галявинах, у нижньому гірському поясі — у Карпатах (переважно на Закарпатті), розсіяно.